# The Recruit (TV-serie)
The Recruit är en amerikansk action- och äventyrsserie vars första säsong hade premiär den 16 december 2022. Första säsongen består av åtta avsnitt. Serien är skapad av Alexi Hawley, som också medverkat i skrivandet av seriens manus. I januari 2023 blev serien förnyad med en andra säsong, som hade premiär den 30 januari 2025.

## Handling
Serien kretsar kring den nyblivne advokaten på CIA som blir indragen i internationell maktpolitik.

## Rollista (i urval)
- Noah Centineo – Owen Hendricks
- Laura Haddock – Max Meladze
- Aarti Mann – Violet Ebner
- Colton Dunn – Lester Kitchens
- Fivel Stewart – Hannah Copeland
- Daniel Quincy Annoh – Terence
- Kristian Bruun – Janus Ferber
- Vondie Curtis-Hall – Walter Nyland
- Victor Andrés Trelles Turgeon – Talco
- Byron Mann – Xander Goi
- Kaylah Zander – Amelia Salazar
- David Denman – Kevin Mills